# Bằng Lang
Bằng Lang là một xã thuộc tỉnh Tuyên Quang, Việt Nam.

## Địa lý
Xã Bằng Lang nằm ở phía tây nam huyện Quang Bình, có vị trí địa lý:
- Phía đông giáp xã Tân Trịnh và xã Yên Hà
- Phía tây giáp tỉnh Lào Cai và thị trấn Yên Bình
- Phía nam giáp các xã Yên Hà, Xuân Giang, Nà Khương
- Phía bắc giáp thị trấn Yên Bình và xã Tân Bắc.

Xã Bằng Lang có diện tích 74,96 km², dân số năm 2019 là 6.528 người, mật độ dân số đạt 87 người/km².

## Lịch sử
Trước đây, Bằng Lang là một xã thuộc huyện Bắc Quang.
Ngày 29 tháng 8 năm 1994, Chính phủ ban hành Nghị định số 112/1994/NĐ-CP về việc thành lập xã Xuân Giang từ một phần của xã Bằng Lang.
Ngày 1 tháng 12 năm 2003, Chính phủ ban hành Nghị định 146/2003/NĐ-CP về việc thành lập huyện Quang Bình trên cơ sở điều chỉnh xã Bằng Lang thuộc huyện Bắc Quang sang trực thuộc huyện Quang Bình.